# Isophya tosevski
Isophya tosevski är en insektsart som beskrevs av Pavicevic 1983. Isophya tosevski ingår i släktet Isophya och familjen vårtbitare. Inga underarter finns listade i Catalogue of Life.